# باتارامولا
باتارامولا (به لاتین: Battaramulla) یک منطقهٔ مسکونی در سری‌لانکا است که در ناحیه کلمبو واقع شده‌است.